# Karol Bałłaban
Karol Bałłaban (ur. 24 sierpnia 1891 w Grazu, zm. wiosną 1940 w Katyniu) – polski lekarz z tytułem doktora, okulista, kapitan rezerwy Wojska Polskiego, ofiara zbrodni katyńskiej.

## Życiorys
Był synem lekarza okulisty, generała brygady Teodora Bałłabana. W 1911 ukończył C. K. IV Gimnazjum we Lwowie.
W czasie I wojny światowej był lekarzem baonu w armii austro-węgierskiej. W latach 1918–1921 był lekarzem pułkowym w Wojsku Polskim.
Został zweryfikowany w stopniu kapitana w korpusie oficerów sanitarnych lekarzy ze starszeństwem z dniem 1 czerwca 1919. W 1923, 1924 był oficerem rezerwowym 1 batalionu sanitarnego w Warszawie. W 1934 kapitan rezerwy był przydzielony do kadry zapasowej Szpitala Okręgowego nr 1 i pozostawał wówczas w ewidencji Powiatowej Komendy Uzupełnień Warszawa Miasto III.
W latach 1922–1939 pracował jako starszy asystent w Klinice Okulistycznej  w Warszawie, a następnie w Szpitalu Elżbietanek. W trakcie kampanii wrześniowej przydzielony do 1 Szpitala Okręgowego.
Po wybuchu II wojny światowej i agresji ZSRR na Polskę został aresztowany przez Sowietów. Był przetrzymywany w obozie jenieckim w Kozielsku. Wiosną 1940 został przetransportowany do Katynia i tam rozstrzelany przez funkcjonariuszy Obwodowego Zarządu NKWD w Smoleńsku oraz pracowników NKWD przybyłych z Moskwy na mocy decyzji Biura Politycznego KC WKP(b) z 5 marca 1940. Pogrzebano go w bezimiennej mogile zbiorowej, gdzie po 60 latach otwarto Polski Cmentarz Wojenny w Katyniu. W miejscu tym prowadzone były ekshumacje i prace archeologiczne. W 1943 jego ciało zostało zidentyfikowane w toku ekshumacji prowadzonych przez Niemców pod numerem 905, a przy zwłokach zostały odnalezione 2 listy, 2 pocztówki, karta szczep. 2229, 2 wizytówki i okulary. Figuruje na liście wywózkowej 029/1 z kwietnia 1940.

## Upamiętnienie
5 października 2007 minister obrony narodowej Aleksander Szczygło mianował go pośmiertnie na stopień majora. Awans został ogłoszony 9 listopada 2007 w Warszawie, w trakcie uroczystości „Katyń Pamiętamy – Uczcijmy Pamięć Bohaterów”.
W ramach akcji „Katyń... pamiętamy” / „Katyń... Ocalić od zapomnienia” Karolowi Bałłabanowi poświęcono Dąb Pamięci w niemieckim Hanowerze, czego dokonał tamtejszy Rektorat Polskiej Misji Katolickiej.
Jest jednym z 305 lekarzy pochowanych na Polskim Cmentarzu Wojennym w Katyniu i upamiętnia go tabliczka epitafijna nr 86.